# Szilaspogony
Szilaspogony là một thị trấn thuộc hạt Nógrád, Hungary. Thị trấn này có diện tích 14,4 km², dân số năm 2010 là 331 người, mật độ 23 người/km².